# Theodor Buckstegen
Theodor Buckstegen (* 5. November 1939 in Kleve; † 22. Oktober 2023 in Münster) war ein deutscher römisch-katholischer Priester, seit 1986 Geistlicher Rat und Leiter der Hauptabteilung Seelsorge-Personal im Bischöflichen Generalvikariat Münster.

## Biografie
Theodor Buckstegen wurde im November 1939 in Kleve am Niederrhein geboren. Nach dem Studium der katholischen Theologie, das er mit dem Lizentiat abschloss, empfing er 1965 die Priesterweihe. Seine Karriere verlief über eine Kaplansstelle in Dülmen Heilig Kreuz (1965 bis 1967), über Positionen als Spiritual am Collegium Augustinianum Gaesdonck in Goch (1967 bis 1970) und am Clemens-Hofbauer-Kolleg in Bad Driburg (1970 bis 1978) sowie als Pfarrer und Dechant in Münster (1978 bzw. 1982 bis 1986) bis zur Leitungsposition als Geistlicher Rat und Dezernent für Seelsorge-Personal im Bischöflichen Generalvikariat Münster (1986 bis 2009). 1990 wurde Buckstegen zum residierenden Domkapitular am Dom in Münster ernannt. Am 22. Oktober 2023 verstarb er in Münster im Alter von 83 Jahren.